# Kanaaljuffer
De kanaaljuffer (Erythromma lindenii, voorheen Cercion lindenii) is een juffer met een vleugelspanwijdte van 40–50 millimeter. De wetenschappelijke naam van de soort werd in 1840 als Agrion lindenii gepubliceerd door Edmond de Selys Longchamps. De naam verwijst naar Pièrre Léonard Vander Linden.
De soort staat op de Rode Lijst van de IUCN als niet bedreigd, beoordelingsjaar 2007. Hij komt vrij zeldzaam voor in Zuid-Nederland en België, maar hun aantal neemt sinds de eeuwwisseling toe, mogelijk door de warmere zomers.

## Kenmerken
De kanaaljuffer is tussen de 30 en 36 millimeter lang. De achterhoofdvlekken zijn streepvormig en de lichte schouderstreep zijn even breed of breder dan de zwarte streep eronder. De tweede zijnaadstreep (zijkant borststuk) is geheel zwart en de pterostigma's zijn lichtbruin van kleur.
Het mannetje is te herkennen aan een donkere streep op het tweede segment, die onderaan rondachtig en sterk verbreed is. De ogen zijn in hun geheel diepblauw van kleur, zonder donkere kap aan bovenzijde zoals bij andere blauwe juffers. Het achterlijf is blauw met lange, spitse zwarte figuren op de segmenten 3 tot en met 6. Segment 2 wordt gekenmerkt met een bekervormige zwarte figuur. Segmenten 7 en 8 zijn geheel zwart terwijl segment 9 en 10 (vrijwel) geheel blauw zijn.
Het vrouwtje heeft een geheel donkere achterlijfsrug, maar in zijaanzicht typisch driekleurig. Het borststuk en het begin van het achterlijf zijn gelig, groenig of bruinig van kleur. Het middendeel van achterlijf is bleek blauw en de punt van achterlijf bleek bruin van kleur. Op de voorhoeken van het borststuk komen ronde knobbeltjes voor.

## Vliegtijd
De vliegtijd van de kanaaljuffer loopt van half mei tot in september. De grootste aantallen juffers komen in de tweede helft van juli en eerste helft van augustus voor. Mannetjes vliegen vlak boven het water, in een strakke, snelle vlucht. Ze gaan regelmatig vlak boven de waterspiegel zitten op geïsoleerde planten die boven het water uitsteken of op het water drijven. Dit is meestal op enige afstand van de oever; planten in de oeverzone worden minder vaak gebruikt. Vanaf hun zitplaatsen worden andere waterjuffers agressief verjaagd. Vrouwelijke kanaaljuffers worden direct voor de paring gegrepen. Eitjes worden in tandem afgezet, in drijvende en ondergedoken waterplanten. Dit gebeurt vaak groepsgewijs.

## Levenscyclus
De larven overwinteren één keer. Uitsluipen gebeurt vanaf half mei tot in augustus, met een piek in juli.

## Habitat
Traag stromende delen van beken en rivieren, kanalen en zandplassen, met een goed ontwikkelde watervegetatie.

## Verspreiding
In Nederland met name in het zuidoosten van het land. Verder in Midden- en Zuid-Europa